# Alaomorphus
Alaomorphus là một chi bọ cánh cứng trong họ 
Elateridae.
Chi này được Hauser miêu tả khoa học năm 1900.

## Các loài
Chi này có các loài:
- Alaomorphus candezei Hauser, 1900